# Aivis Ronis
Aivis Ronis (20. maj 1968 i Kuldīga i Lettiske SSR) er en lettisk diplomat og den nuværende lettiske transportminister, og har tidligere været Letlands ambassadør i USA og NATO. Ronis er ikke medlem af noget politisk parti, men har alligevel været minister i to regeringer. Fra den 29. april 2010 til den 3. november samme år var Ronis lettisk udenrigsminister i Valdis Dombrovskis' første regering. Fra den 25. oktober 2011 til den 1. marts 2013 var han Letlands transportminister i Valdis Dombrovskis' tredje regering.
Siden den 20. oktober 2003 er Aivis Ronis Officer af Trestjerneordenen.